# Chrysogorgia spiculosa
Chrysogorgia spiculosa is een zachte koraalsoort uit de familie Chrysogorgiidae. De koraalsoort komt uit het geslacht Chrysogorgia. Chrysogorgia spiculosa werd in 1883 voor het eerst wetenschappelijk beschreven door Verrill.